# Acropogon aoupiniensis
Acropogon aoupiniensis là một loài thực vật có hoa thuộc họ Sterculiaceae.
Loài này chỉ có ở New Caledonia.